# 青山站 (新潟县)
青山站（日语：／ Aoyama eki */?）是一個位於新潟縣新潟市西區浦山一丁目，屬於東日本旅客鐵道（JR東日本）越後線的鐵路車站。

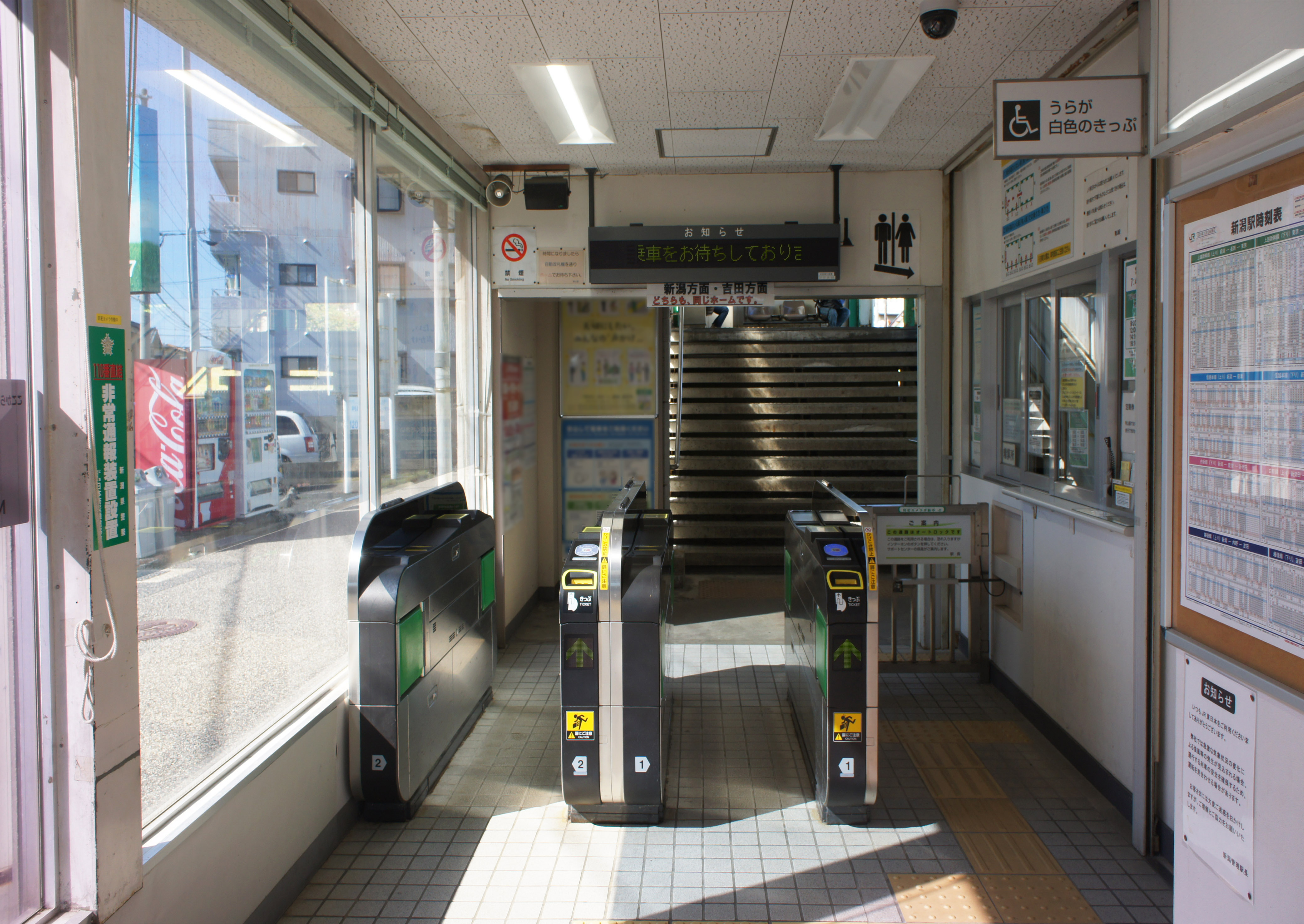
閘口(2021年9月)

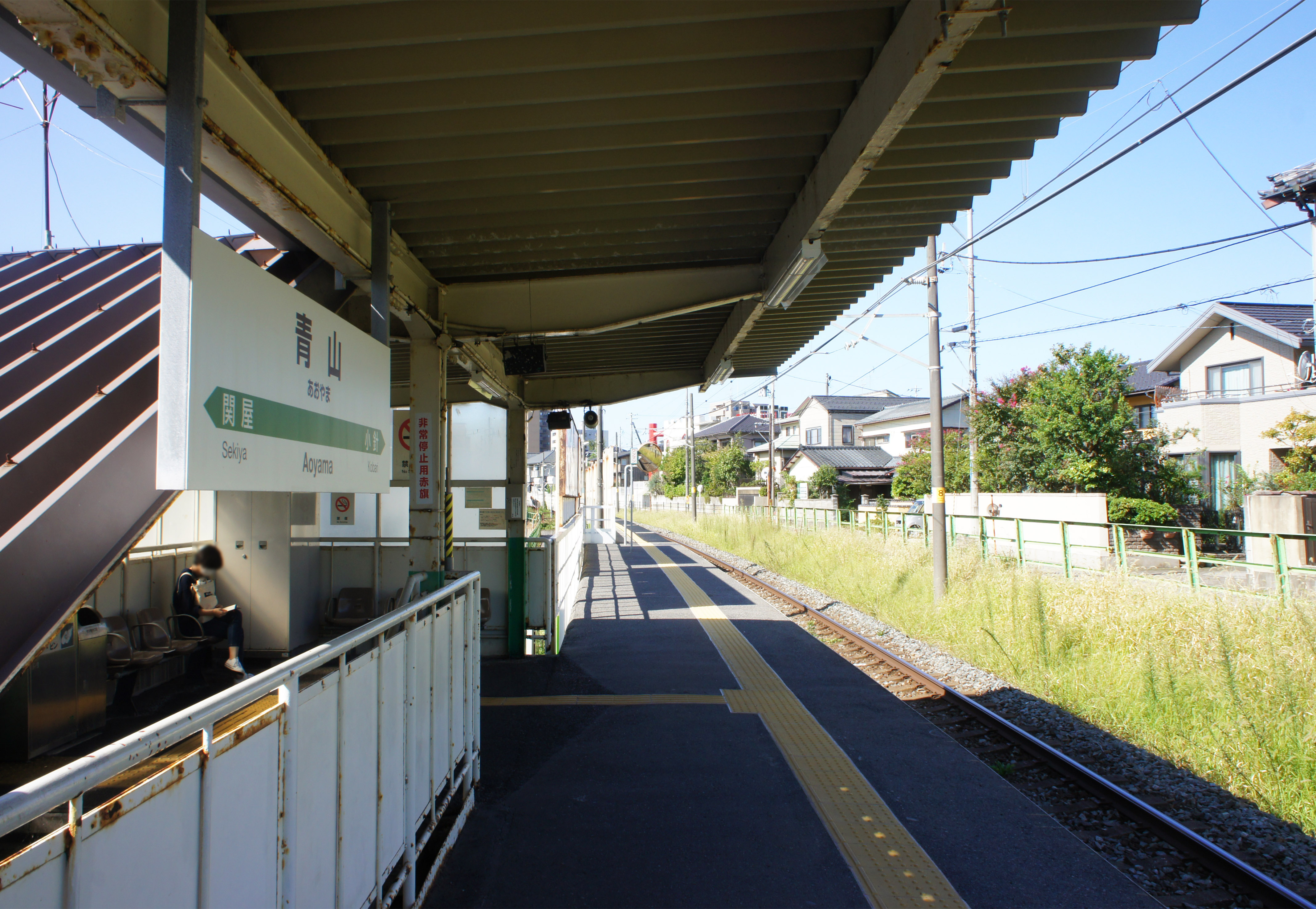
月台(2021年9月)

## 車站結構
側式月台1面1線的地面車站。

## 相鄰車站
東日本旅客鐵道
■越後線
小針－青山－關屋
1. 1 2 3 4  . 週刊朝日百科. 21号 新潟駅・弥彦駅・津南駅ほか. 朝日新聞出版. 2012-12-30: 23.